# دانشگاه ویرجینیای غربی

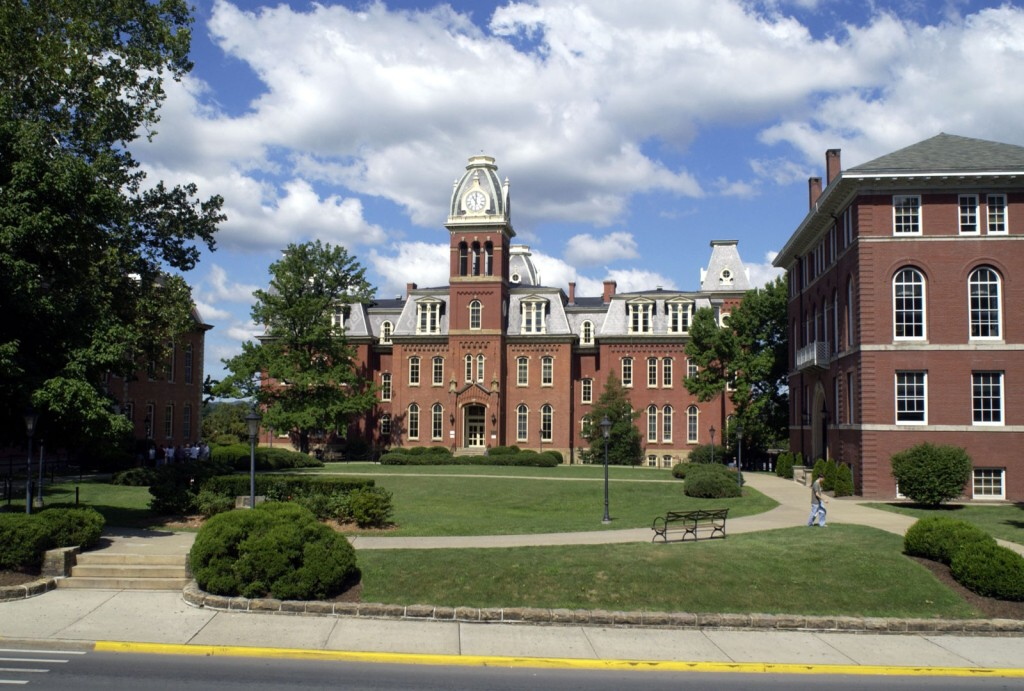
ساختمان «وودبرن»

دانشگاه ویرجینیای غربی (به انگلیسی: West Virginia University) یک دانشگاه تحقیقاتی دولتی در شهر مورگن‌تاون واقع در ایالت ویرجینیای غربی آمریکا است که در سال ۱۸۶۷ میلادی تأسیس شده‌است.
علاوه‌بر پردیس اصلی، پردیس‌های دیگری مانند مؤسسه دانشکده فنی ویرجینیای غربی در بکلی، کالج ایالتی پوتوماک ویرجینیای غربی در کیسر و پردیس پزشکی مرکز پزشکی چارلستون در چارلستون وجود دارند که از جمله زیرمجموعه‌های این دانشگاه به‌شمار می‌آیند.
تعداد ثبت‌نام شدگان در پردیس اصلی این دانشگاه در ترم پاییز سال ۲۰۲۱ میلادی برابر با ۲۵٬۴۷۴ نفر بوده‌است و این رقم در مجموع برای هر سه پردیس غیرپزشکی برابر با ۲۸٬۲۶۷ نفر بوده‌است. پردیس اصلی این دانشگاه که درشهر مورگن‌تاون واقع است دارای بیش از ۳۵۰ رشته در مقطع کارشناسی، کارشناسی‌ارشد، دکتری و دوره‌های تخصصی دیگر است که در بین ۱۳ کالج و دانشکده است.
دانشگاه ویرجینیای غربی تاکنون موفق به ارایه ۲۵ بورسیه ترومن، ۴۷ بورسیه گولدواتر، ۸۸ بورسیه گیلمن، ۷۰ بورسیه فول‌برایت، ۲۸ بورسیه بورن، ۳۶ بورسیه زبان انتقادی، ۴ بورسیه جرج سی مارشال، ۶ بورسیه موریس اودال، ۳ بورسیه وزارت دفاع، یک بورسیه بنیاد جک کنت و یک بورسیه شوارزمن شده‌است. همچنین، فارغ‌التحصیلان این دانشگاه موفق به دریافت ۲۷ بورسیه رودز شده‌اند.

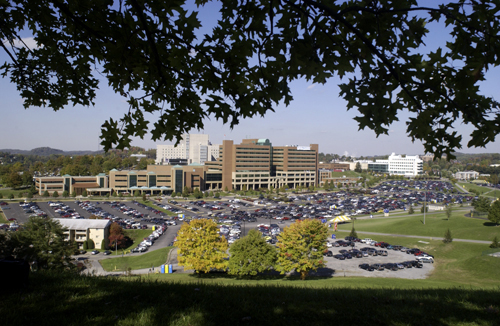
دانشکده علوم بهداشت